# Surexpreso

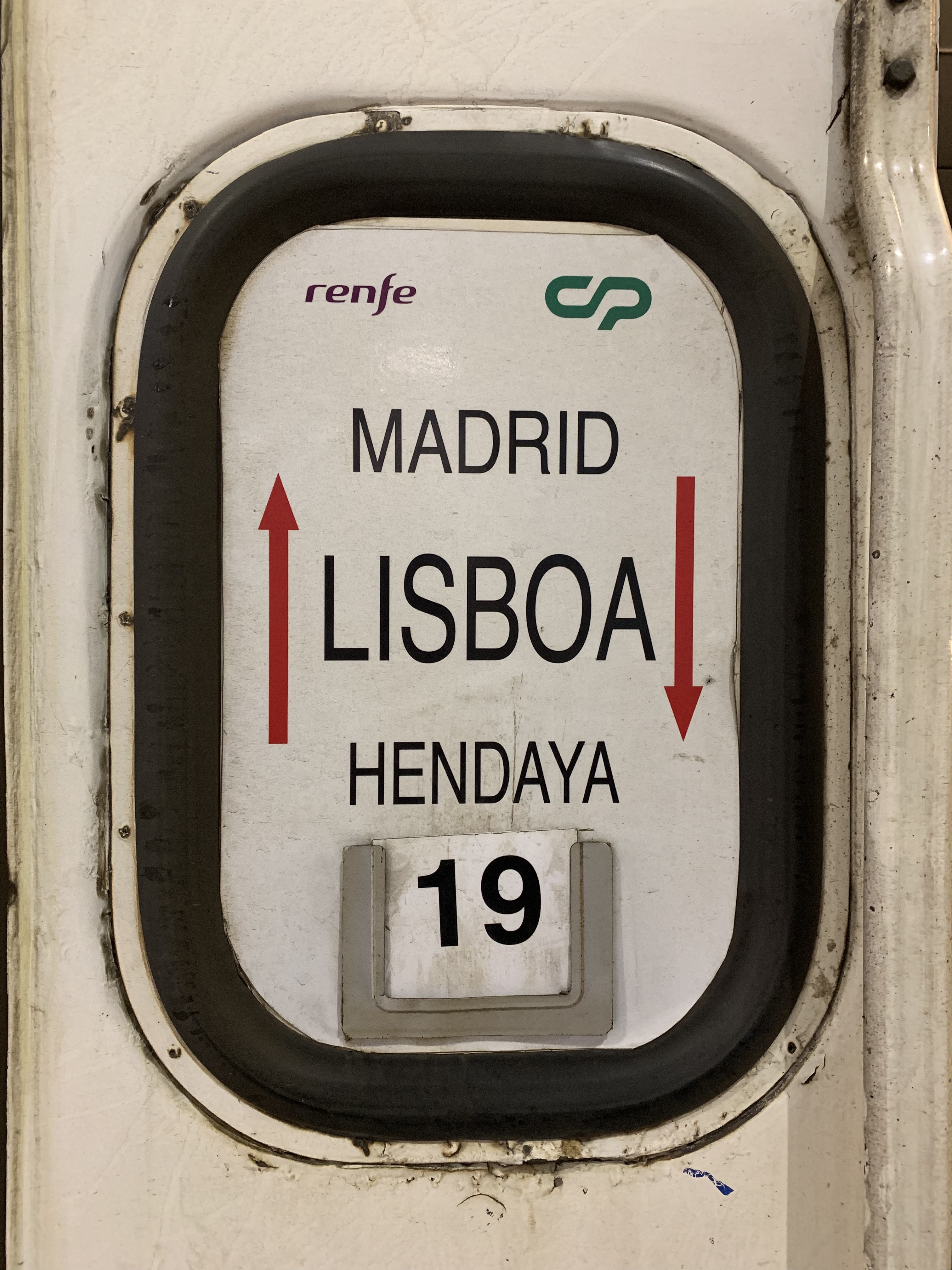
Surexpreso.

El Surexpreso, también llamado Sud Expresso, Sud-Expreso, Sudexpreso o incluso Sudexpress, era el nombre de un centenario e histórico servicio ferroviario internacional de pasajeros que unía la estación de Lisboa-Santa Apolónia, en Portugal, con la de Hendaya, en Francia, pasando por España. Su viaje inaugural tuvo lugar en 1887 y continuó operando diariamente hasta su supresión definitiva en 2020, cuando la pandemia de COVID-19 sirvió de pretexto para que se desmantelase definitivamente el servicio.
En sus últimos años, la línea era operada conjuntamente por las empresas públicas Comboios de Portugal y Renfe Operadora, utilizando trenes Trenhotel propiedad de la operadora española. El transbordo en Hendaya, una tradición en los viajes en ferrocarril entre la península ibérica y el resto de Europa, era requerido para poder continuar viaje hacia el resto de Europa.

## Horarios
Hendaya-Lisboa
Hendaya 18:35 
Irún 18:45
San Sebastián 19:08
Vitoria 20:45
Miranda de Ebro 21:07
Burgos 21:58
Valladolid 23:08
Medina del Campo 23:51
Salamanca 00:57

Ciudad Rodrigo 02:06
Fuentes de Oñoro 02:28
(CAMBIO DE HORA: 1 HORA MENOS EN PORTUGAL)
Vilar Formoso 01:35
Guarda 02:21
Celorico da Beira 02:48
Mangualde 03:23
Santa Comba Dão 03:54
Coímbra 04:45
Pombal 05:21
Caxarias 05:42
Entroncamento 06:05
Lisboa Oriente 07:20
Lisboa 07:30

Lisboa-Hendaya
Lisboa 21:25
Lisboa Oriente 21:32
Entroncamento 22:29
Caxarias 22:48
Pombal 23:05
Coímbra 23:31
Santa Comba Dão 00:15
Mangualde 00:45
Celorico da Beira 01:19
Guarda 01:44
Vilar Formoso 02:20
(CAMBIO DE HORA: 1 HORA MÁS EN ESPAÑA)
Fuentes de Oñoro 03:39
Ciudad Rodrigo 03:58
Salamanca 04:53
Medina del Campo 05:40
Valladolid 06:32
Burgos 07:46
Miranda de Ebro 08:47
Vitoria 09:11
San Sebastián 10:53
Irún 11:22
Hendaya 11:33

## Historia

### Inicio de los servicios
Este servicio fue diseñado para ser parte de una extensa línea férrea entre San Petersburgo, Rusia y Lisboa, desde donde los pasajeros podían continuar el viaje en barco hasta el continente americano y África. Este plan de transportes, diseñado por el ingeniero y empresario belga Georges Nagelmackers, era uno de los más importantes de la época en Europa y sería administrado por su compañía, Compagnie Internationale des Wagons-Lits et des Grands Express Européens. Sin embargo, las dificultades impuestas por el gobierno regional alemán de Prusia y el cierre de las fronteras debido a una epidemia de cólera en Francia, en 1885, impidieron la realización de este plan. Sin embargo, se decidió seguir adelante con el tramo entre Calais, Madrid y Lisboa. El viaje inaugural se produjo el 21 de octubre de 1887.
A los pocos años de su apertura, el servicio ferroviario hasta Calais fue suprimido y los trenes llegaban solamente hasta París. Durante la mayor parte de su historia, el tren se ha limitado a unir París y Lisboa, pasando por Madrid. Con el progreso económico de España y Portugal en las décadas de 1980 y 1990 y la entrada de ambos países en la Unión Europea, su importancia va decreciendo. Se decide desviar el Surexpreso por Salamanca en vez de por Madrid, dado el escaso volumen de viajeros de la capital de España y el importante ahorro de tiempo y distancia que esto supone. Los viajes entre Madrid y Lisboa son suplidos con el también histórico Trenhotel Lusitania. Ante el auge de los TGV franceses, el Surexpreso pierde competitividad.
En el año 2000, el último Surexpreso parte de París, al prohibir el gobierno francés la circulación por su territorio, por cuestiones de rentabilidad económica. Desde entonces, finaliza su recorrido en Hendaya, recorriendo unos dos kilómetros en territorio francés, con un permiso especial, para facilitar el enlace ferroviario con otros trenes europeos.

### Supresión
En marzo de 2020, como consecuencia de la pandemia de COVID-19, se suprimieron sine die todos los servicios. Tras la epidemia, el Gobierno portugués ha instado en varias ocasiones al de España a restituir el servicio, negándose reiteradamente el último, que alega pérdidas económicas para evitar reabrirlo.

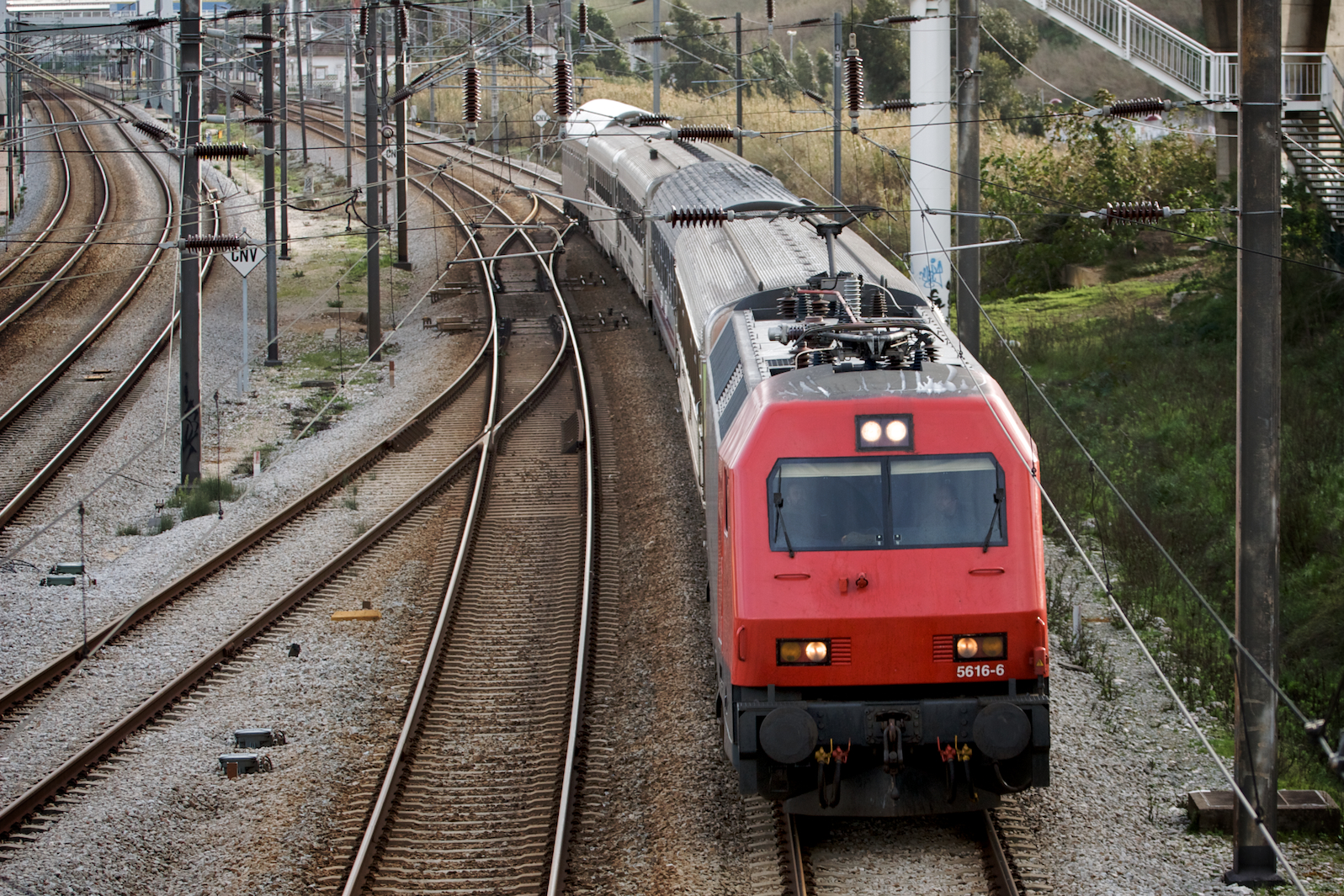
Composición típica del Sud Expresso, en 2010.